# Hakea rugosa
Hakea rugosa (лат.) — кустарник, вид рода Хакея (Hakea) семейства Протейные (Proteaceae). Белые или кремовые душистые цветы в изобилии появляются с августа по октябрь.

## Ботаническое описание
Hakea rugosa — широко распространённый кустарник высотой 0,7–2 м с жёсткими прямыми игольчатыми листьями длиной 1,5–6 см и 0,9–1,3 мм в ширину. Новые листья и ветви покрыты сплюснутыми короткими шелковистыми волосками. Соцветие состоит из густо сгруппированных кремовых или белых цветков в изобилии в пазухах листьев. Цветоножка длиной 2,0–3,5 мм покрыта сплюснутыми шелковистыми волосками. Околоцветник длиной 3–3,5 мм с шелковистыми волосками у основания, пестик длиной 4,5–6 мм в вертикальном положении. Маленькие S-образные плоды более или менее расположены под прямым углом к стеблю длиной 1,5–2,2 см и шириной 0,7–1,6 см. Плоды грубо морщинистые, иногда с мелкими тёмными бородавками, а длинный узкий клюв длиной 3–7 мм резко сгибается обратно на плод. Цветение происходит с августа по октябрь.

## Таксономия
Вид Hakea rugosa был описан Робертом Брауном в 1810 году, а описание было опубликовано в Transactions of the Linnean Society of London. Видовой эпитет — от латинского слова rugosus, означающих «морщины», ссылаясь на морщинистые плоды растения.

## Распространение и местообитание
H. rugosa растёт на суглинке или песке в кустарниках или прибрежной пустоши от полуострова Эйр в Южной Австралии до западной Виктории.